# 백보사
백보사(일본어: 百歩蛇 햡보다[*])는 살무사아과에 딸린 백보사속의 유일종이다. 독사이고 물리면 백 걸음 걷기 전에 죽는다 하여 이런 이름이 붙었다. 일본, 대만에 자생한다.

## 같이 보기
- 반시뱀